# Arroios (Vila Real)
Arroios es una freguesia portuguesa del concelho de Vila Real, capital del distrito homónimo, con 2,89 km² de superficie y 1117 habitantes (2011). Su densidad de población es de 386,5 hab/km².
Arroios es una de las freguesias periurbanas de Vila Real, coexistiendo en ella zonas rurales dispersas con otras integradas en el conjunto urbano de la ciudad (así, el barrio de Vilalva). 
Además del que le da nombre, la freguesia cuenta con otros seis núcleos de población: Alto, Caba, Couto, Ribaboa, Torneiros (sede de la freguesia) y Vilalva.
De las veinte freguesias resultantes de la reforma administrativa de 2013, Arroios es la de menor extensión.

## Historia
Arroios obtuvo su carta puebla del rey Alfonso III en 1258 y pronto estuvo ligada a la fundación de la ciudad de Vila Real, al ordenar el rey D. Dinis la compra o permuta de terrenos de la freguesia (la ya mencionada Vilalva), que fueron incorporados al término de la villa, fundada en 1289.
La freguesia perteneció originalmente a la Corona, hasta el reinado de Fernando I, que otorgó en 1374 el señorío de Vila Real a su esposa Leonor Téllez de Meneses (por permuta con el concedido inicialmente de Vila Viçosa). Desde entonces, la freguesia, como la mayor parte del municipio, pasó a poder de la familia Meneses (primero condes y luego marqueses de Vila Real), hasta que, como el resto de posesiones de la familia, volvió en 1641 a poder de la Corona, cuando el marqués y su heredero fueron ejecutados bajo la acusación de conspirar contra el rey Juan IV. En 1651 pasó a formar parte del inmenso patrimonio de la recién creada Casa do Infantado (propiedades asignadas al segundo hijo del rey de Portugal), hasta la extinción en 1834 de esta institución, con las reformas del liberalismo.
La historia de la de Arroios está íntimamente ligada a la de Mateus, tratándose de freguesias "medieras", es decir, que comparten algunos núcleos de población.
La extensión de Arroios se ha visto sucesivamente mermada en favor de la freguesia urbana colindante de São Pedro, a la que cedió parte de su territorio, en la margen izquierda del río Corgo, en 1872 y en 1960.

## Patrimonio
En el patrimonio monumental de la freguesia destaca la capilla barroca de Nossa Senhora das Dores (N.ª Sra. de los Dolores), construida en el curso del siglo XVIII y que antaño formaba parte de la señorial Casa de Arroios.